# Ranoidea auae
Ranoidea auae – gatunek płaza bezogonowego z podrodziny Pelodryadinae w rodzinie rzekotkowatych (Hylidae). Endemit Nowej Gwinei.

## Taksonomia
Gatunek opisany został w 2004 pod nazwą Litoria auae, kiedy wydzielono go z gatunku australorzekotki delikatnej L. gracilenta (Menzies & Tyler, 2004). Obecnie oba te gatunki zaliczane są do rodzaju Ranoidea.

## Występowanie
Papua-Nowa Gwinea to jedyny kraj na świecie, gdzie można spotkać to zwierzę. Dokładniej zamieszkuje ono Prowincje Zachodnią i Gulf, pomiędzy rzekami Purari i Fly. Występuje też na niewielkiej wyspie Daru u południowych wybrzeży tego kraju. Trudno stwierdzić, czy zasięg nie rozpościera się bardziej w kierunku równoleżnikowym, obejmując np. położone na zachodzie tereny chronione.
Płaz ten żyje na terenach od poziomu morza do 1100 metrów. Zasiedla lasy deszczowe, zarówno nizinne, jak i górskie, bagna z sagowcami. Na wyspie Daru także mokradła położone blisko dróg i miast, co wskazuje na znaczne zdolności przystosowawcze.

## Rozmnażanie
Rozwój larwalny przebiega w stawach.

## Status
Gatunek wydaje się liczny.
Obecnie nie wymienia się zagrożeń dla tego gatunku.